# Eberhard I. von Hildrizhausen
Eberhard I. von Hildrizhausen († 6. Januar 1112 in Quidilingoburg, Ostfalen, Stammesherzogtum Sachsen) war Fürstbischof von Eichstätt von 1099 (?) bis 1112.

## Herkunft
Eberhard I. stammte aus dem schwäbischen Adelsgeschlecht der Edelfreien von Hildrizhausen, namensgebende Ortschaft ist Hildrizhausen, heute eine Gemeinde im Landkreis Böblingen in Baden-Württemberg.
Nach Wendehorst war sein Vater Heinrich († 1078), ein Sohn des Herzogs von Schwaben Otto. Seine Mutter war Beatrix von Schweinfurt, Tochter des Otto von Schweinfurt. Er hatte einen Bruder Otto, der nach seiner Erblindung Mönch im Kloster Hirsau wurde, dem Eberhard I. als Bischof Schenkungen machte. Ein zweiter Bruder war Konrad, der zunächst für den geistlichen Stand bestimmt war, dann aber sein Erbe einforderte, jedoch an der Seite Heinrichs IV. im Kampf fiel.

## Leben
Eberhard I. von Hildrizhausen erlebte den Wechsel von Heinrich IV. zu Heinrich V. Das Erbe seiner Familie um Schweinfurt brachte er als letzter seiner Linie in das Bistum Eichstätt mit ein. Er findet sich mehrfach im Gefolge Heinrichs V. und starb in Quedlinburg, als Heinrich V. von Goslar nach Merseburg zog.